# Colloquium Mathematicum
Colloquium Mathematicum – czasopismo matematyczne założone we Wrocławiu w 1947 przez Bronisława Knastera, Edwarda Marczewskiego, Hugona Steinhausa oraz Władysława Ślebodzińskiego.
Współcześnie pismo to jest wydawane przez Instytut Matematyczny PAN, ISSN: 0010-1354(p) 1730-6302(e).  Publikuje ono jedynie artykuły pisane w jednym z następujących języków: francuskim, niemieckim, angielskim lub rosyjskim i wszystkie opublikowane w nim artykuły są indeksowane i opisywane w Mathematical Reviews.

## Tematyka i komitet redakcyjny
Pismo publikuje oryginalne prace badawcze umiarkowanej długości we wszystkich dziedzinach matematyki teoretycznej. 
W składzie Komitetu Redakcyjnego czasopisma znajdują się (2019):  P. Biler, M. Bożejko, A. Derdziński, T. Downarowicz, M. Džamonja, K. Frączek, T. Januszkiewicz, J. Kaczorowski, G. Karch  (Managing Editor), P. Krupski, T. Kulczycki, L. Newelski, A. Nowak (Managing Editor), J. Okniński, F. Ricci, D. Simson, P. Śniady, Z. Szafraniec oraz R. Szwarc.
Adres redakcji: Colloquium Mathematicum, Instytut Matematyczny Uniwersytetu Wrocławskiego, pl. Grunwaldzki 2/4, 50-384 Wrocław.

## Historia
Pismo zostało założone w 1947 (pierwszy tom ukazał się na przełomie 1947 i 1948).  W 1969 Marczewski tak wspominał utworzenie nowego pisma matematycznego: 
Początkowo miało ono wychodzić w niewielkich zeszytach, zawierających nie rozwiązane zagadnienia, zaczerpnięte głównie z Nowej Książki Szkockiej, sprawozdania rozmaitych posiedzeń matematycznych itd. Stosownie do swego charakteru miało nosić tytuł „Colloquium Mathematicum”. W omawianym roku akademickim rozpoczął się druk czasopisma. Komitet redakcyjny tworzyli wówczas wszyscy czterej wrocławscy profesorowie matematyki. Zostałem redaktorem „Colloquium”; jego układ i postać graficzną wypracowaliśmy wspólnie z Bronisławem Knasterem.
Pierwsze tomy Colloquium były redagowane przez profesorów Knastera, Marczewskiego, Steinhausa i Ślebodzińskiego. W początkowych latach każdy tom składał się z czterech części. Pierwsza, główna cześć zawierała prace naukowe, a trzy dodatkowe części to Kronika (Chronique), Sprawozdania (Comptes Rendus) i Problemy (Problèmes). Dział kroniki raportował o najważniejszych wydarzeniach we wrocławskim środowisku matematycznym i został wyeliminowany po trzecim numerze czasopisma. Do 1961 Sprawozdania relacjonowały posiedzenia Oddziału PTM (zniknęły po numerze ósmym). Sekcja problemów przedstawiała wybrane problemy i zagadnienia z Nowej Księgi Szkockiej a także ich rozwiązania, przestała się ona jednak ukazywać w 1990.
Czasopismo  ukazuje się nieprzerwanie do dzisiaj i ma ono postać typowego czasopisma matematycznego zawierającego jedynie artykuły naukowe. Począwszy od vol. 114 z 2009r. jest notowane na tzw.liście filadelfijskiej.